# فولکس‌واگن ترنسپورتر
فولکس‌واگن ترانسپورتر، بر اساس پلتفرم T گروه فولکس‌واگن، که اکنون در نسل هفتم خود قرار دارد، به مجموعه ای از ون‌هایی گفته می‌شود که بیش از ۷۰ سال است تولید شده و در سراسر جهان به بازار عرضه شده‌اند.
سری تی (T) اکنون به عنوان پلتفرم رسمی خودروسازی گروه فولکس واگن در نظر گرفته می‌شود. و نسل‌های آن به ترتیب تی۱، تی۲، تی۳، تی۴، تی۵، تی۶ و تی۷ نام‌گذاری می‌شوند. پیش از تعیین پلت فرم T، سه نسل اول تیپ ۲ نامگذاری شدند که نشان دهنده موقعیت نسبی آنها نسبت به تیپ ۱ یا بیتل است. به عنوان بخشی از پلتفرم تی، سه نسل اول به صورت ماسبق به نام‌های تی۱، تی۲ و تی۳ خوانده می‌شوند.
ترنسپورتر با بیش از ۱۲ میلیون دستگاه فروخته شده در سراسر جهان، پرفروش‌ترین ون در تاریخ است و شامل طیف وسیعی از اتوموبیل‌ها از جمله ون، مینی‌ون، مینی‌بوس، وانت و ون کمپر است. رقبای آن شامل فورد ترانزیت، تویوتا هایاس و مرسدس بنز ویتو هستند.

## تیپ ۲

### تی۱ (۱۹۵۰)

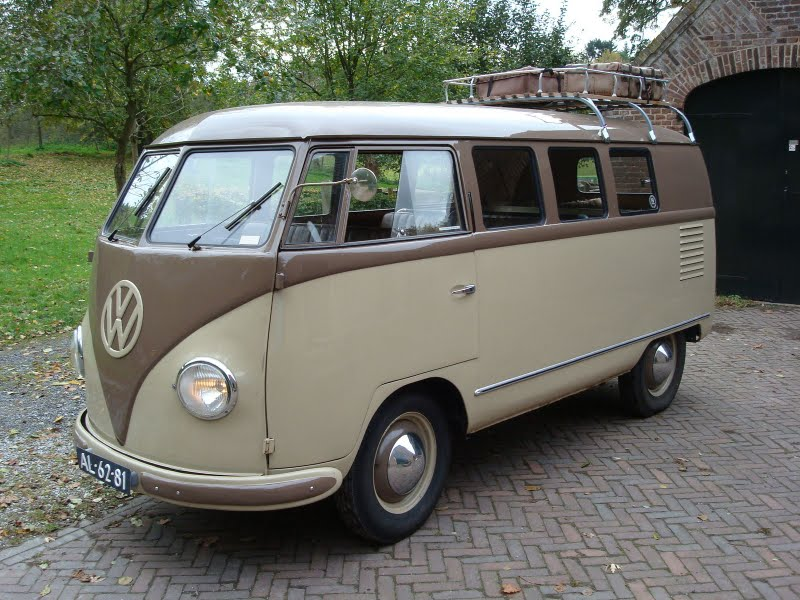
فولکس واگن تیپ ۲ (تی۱)

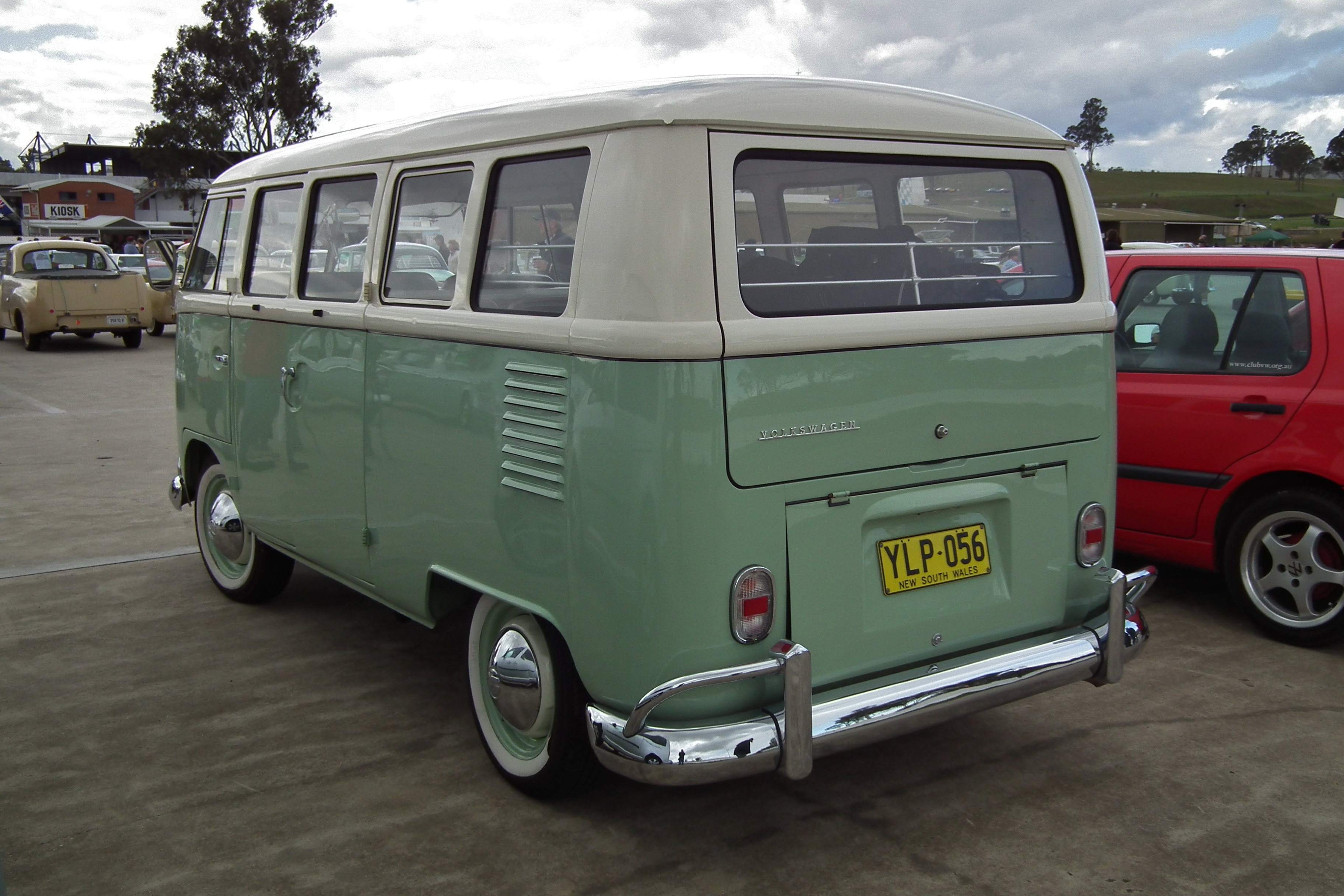
فولکس واگن تیپ ۲ (تی۱)

فولکس واگن تیپ ۲ (تی۱) که در ابتدا از فولکس واگن تیپ ۱ (فولکس واگن بیتل) گرفته شد، اولین نسل از خانواده ترنسپوتر فولکس واگن بود.

### تی۲ (۱۹۶۷)

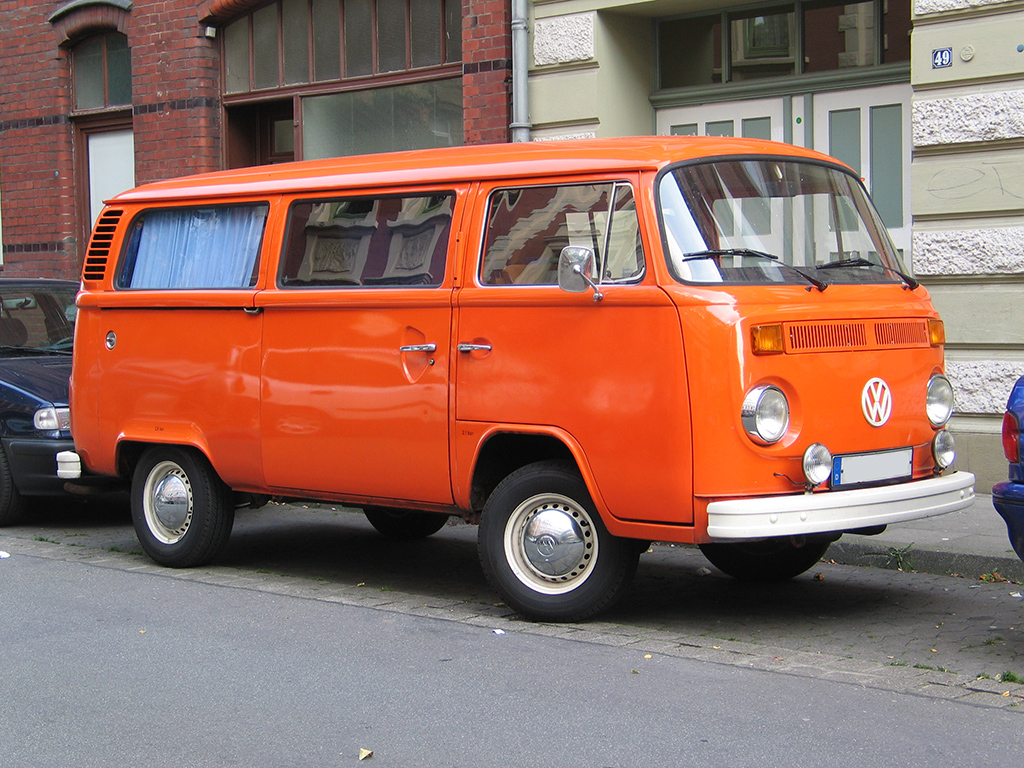
فولکس واگن تیپ۲ (تی۲)

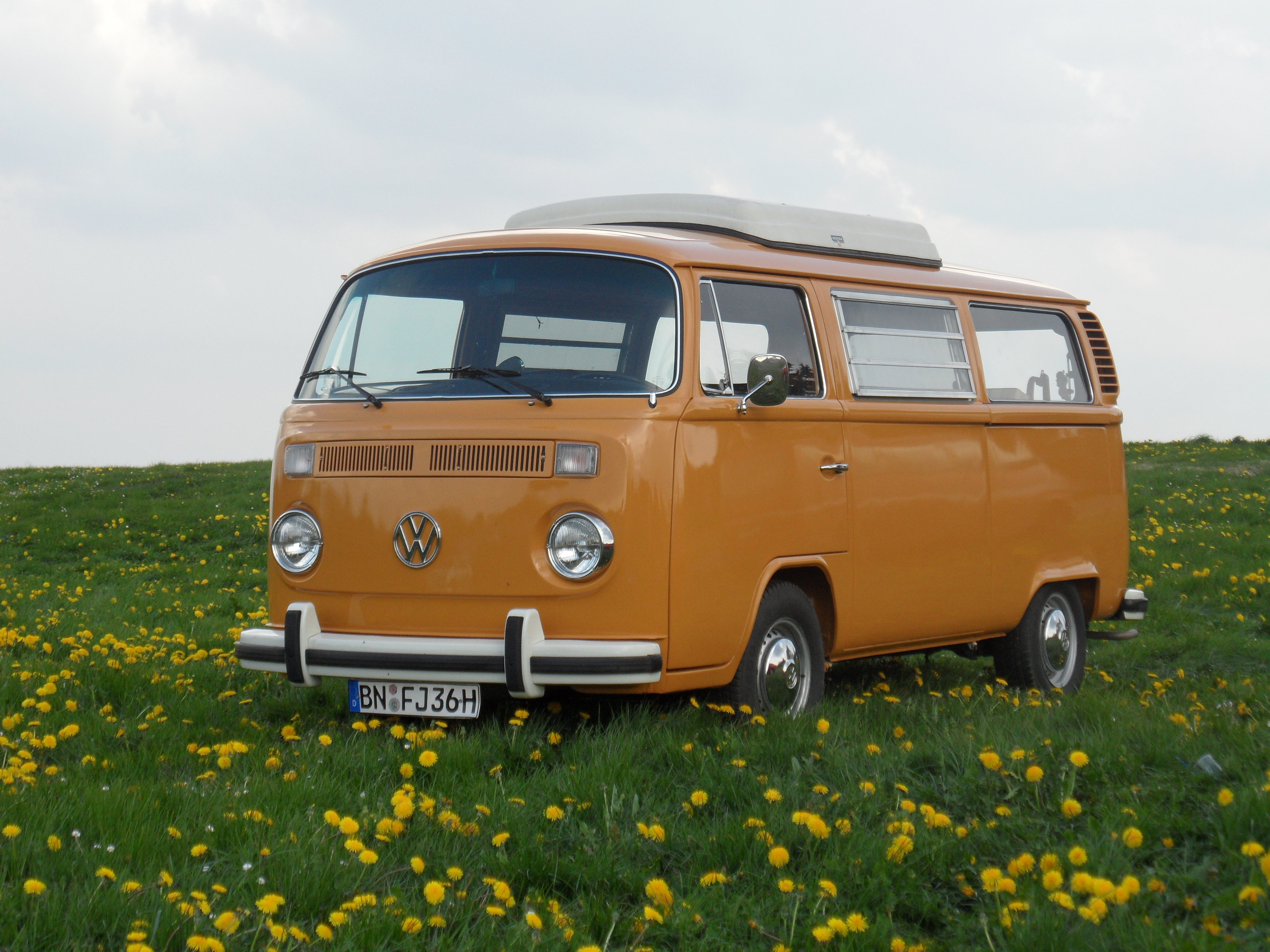
کمپر تی۲بی

پلت فرم تی۲ فولکس واگن از سال ۱۹۶۷ تا ۱۹۷۹ به بازار عرضه شد.

### تی۳ (۱۹۷۹)

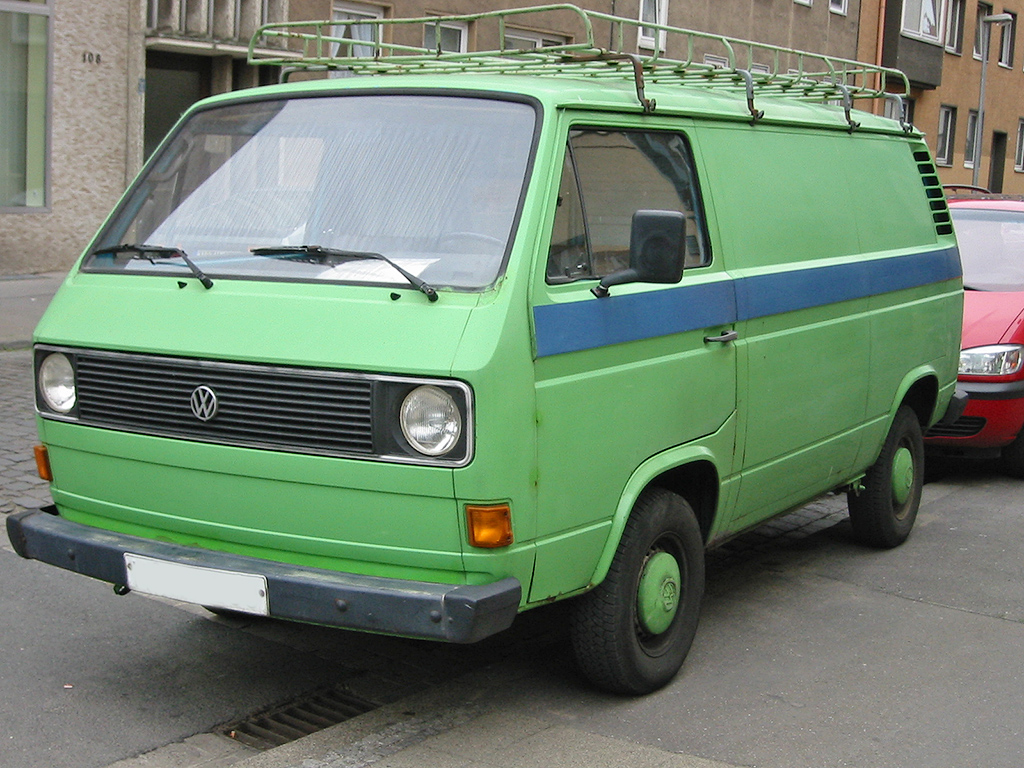
فولکس واگن تیپ۲ (تی۳)

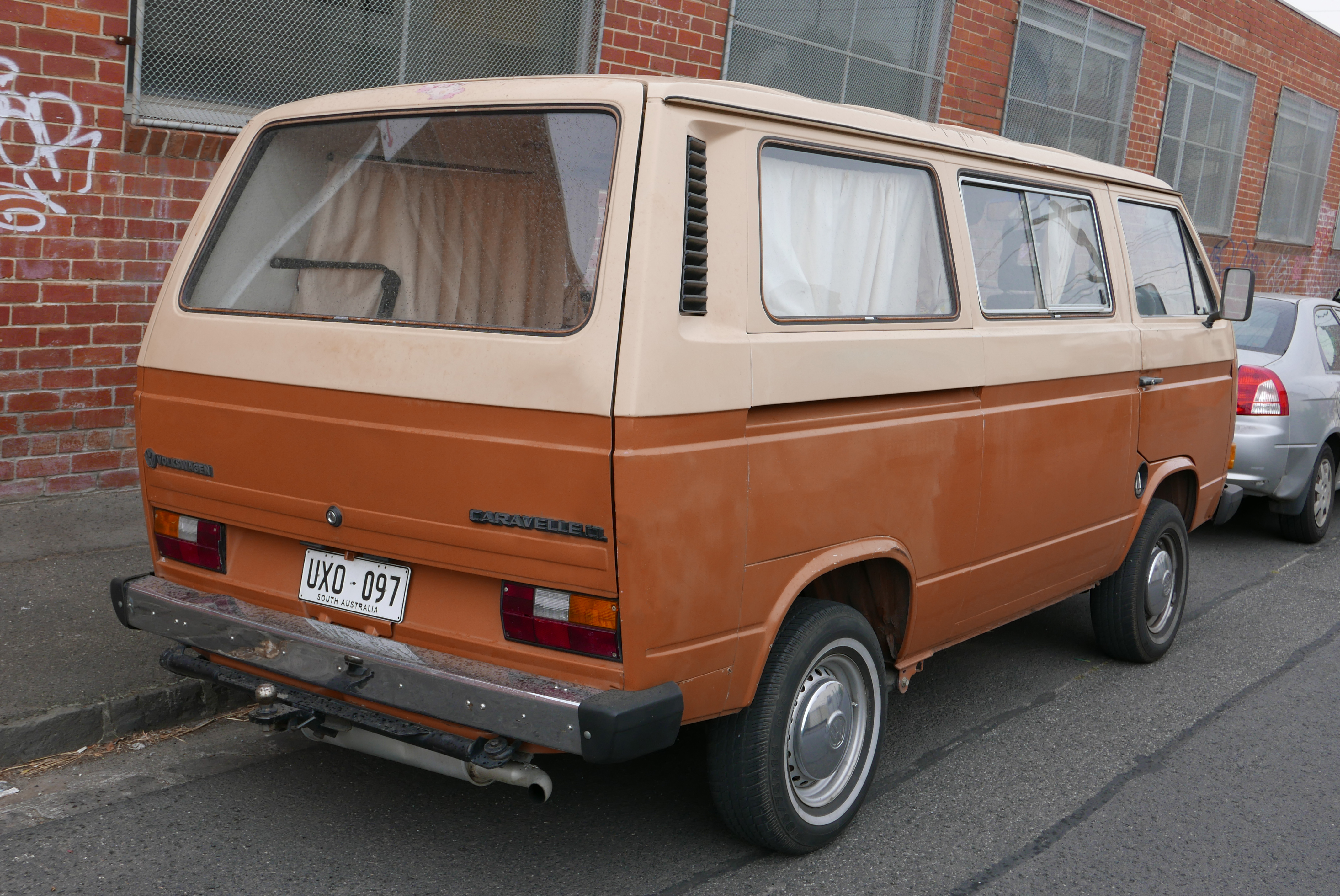
فولکس واگن تیپ۲ (تی۳)

فولکس واگن (تیپ ۲) که با نام‌های تی۲۵ نیز شناخته می‌شود، در سال ۱۹۷۹ معرفی شد. تی۳ ترنسپورتر یکی از آخرین پلت‌فرم‌های فولکس‌واگن با بدنه کاملاً جدید بود که هنوز از طراحی موتور عقب استفاده می‌کرد.
در مقایسه با مدل قبلی خود (مدل تی۲)، تی۳ محکم‌تر و سنگین‌تر بود، با بدنه‌ای کمی بزرگ‌تر، مربعی‌تر و جعبه‌ای شکل‌تر، که فضای داخلی قابل استفاده‌تری را نسبت به سمت جلو، سقف و لبه‌های گرد مدل‌های اصلی ارائه می‌کرد.
در حالی که تولید تی۳ در اروپا در اتریش تا سال ۱۹۹۲ به پایان رسید، تی۳ تا سال ۲۰۰۲ آفریقای جنوبی تولید می‌شد.

## ترنسپورتر/مولتیوان

### تی۴ (۱۹۹۰)

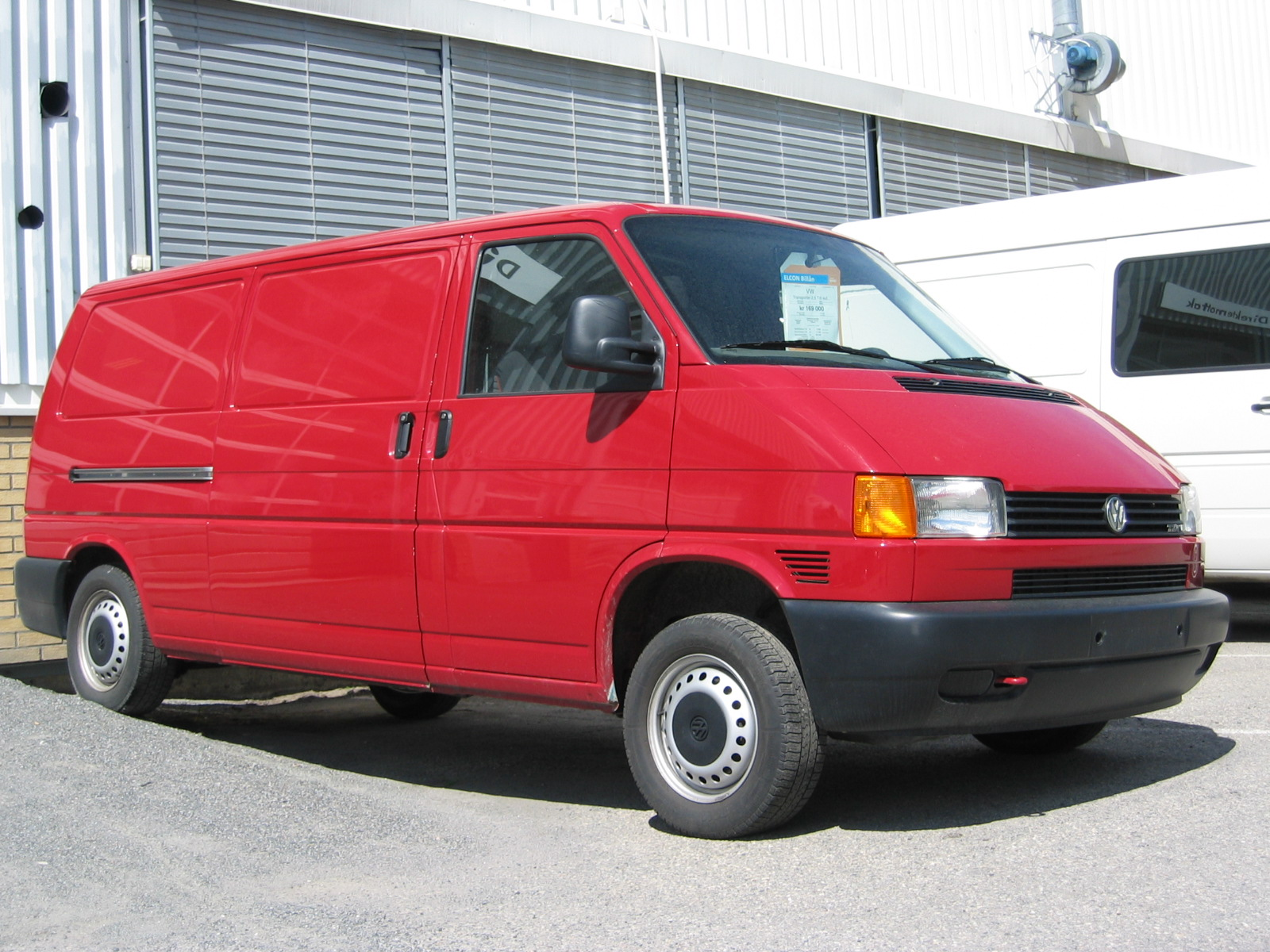
ترنسپورتر فولکس واگن (تی۴)

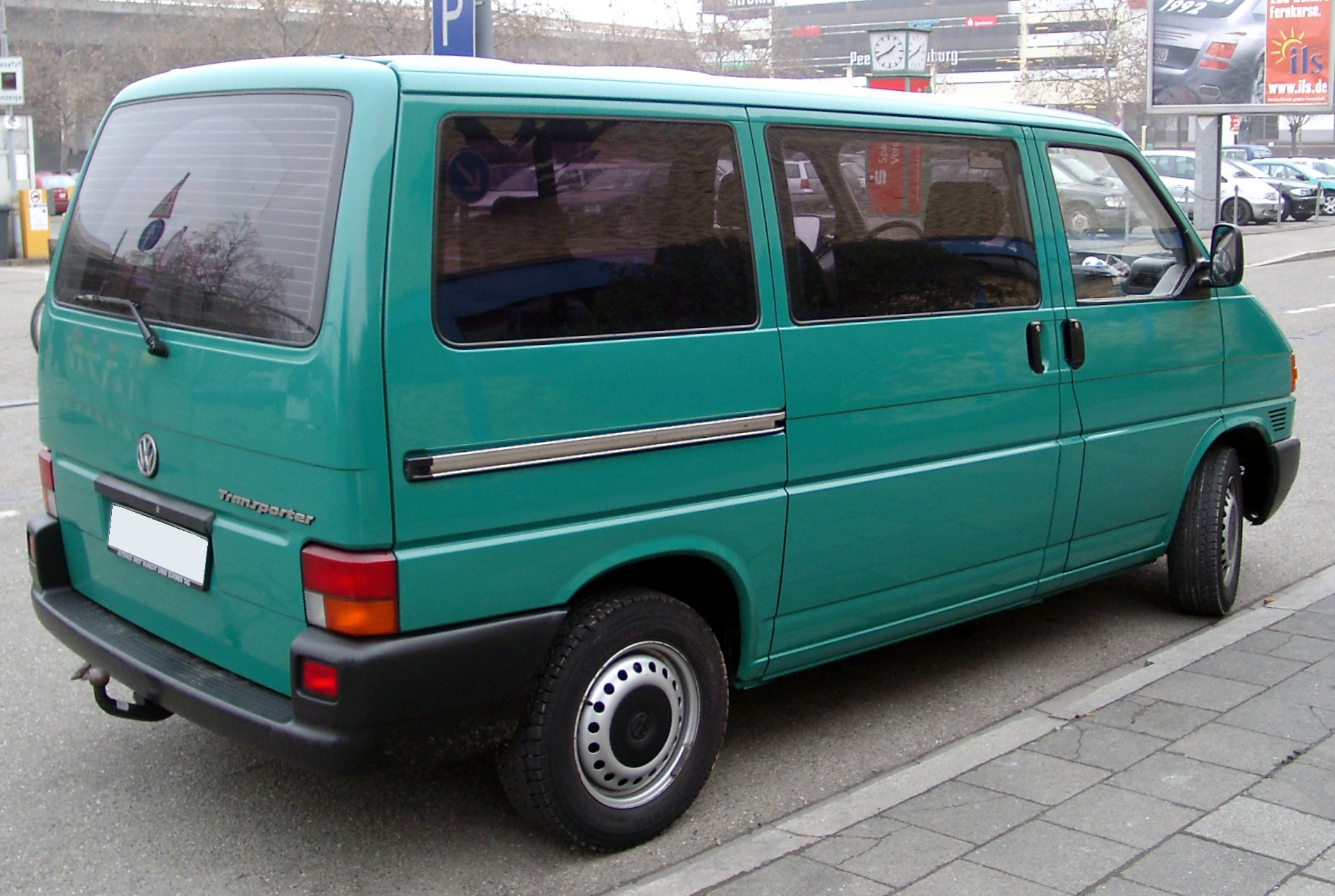
ترنسپورتر فولکس واگن (تی۴)

اولین طراحی رسمی «پلت‌فرم تی»، فولکس واگن ترانسپورتر (تی۴) به‌طور چشمگیری خط وانت فولکس واگن را با استفاده از موتور جلو، دیفرانسیل جلو و خنک‌کننده آبی، به روز کرد. تی۴ در آمریکای شمالی با نام فولکس واگن یورو-ون به بازار عرضه شد.

### تی۵ (۲۰۰۳)

#### ۲۰۰۳–۲۰۰۹ (قبل از فیس‌لیفت)

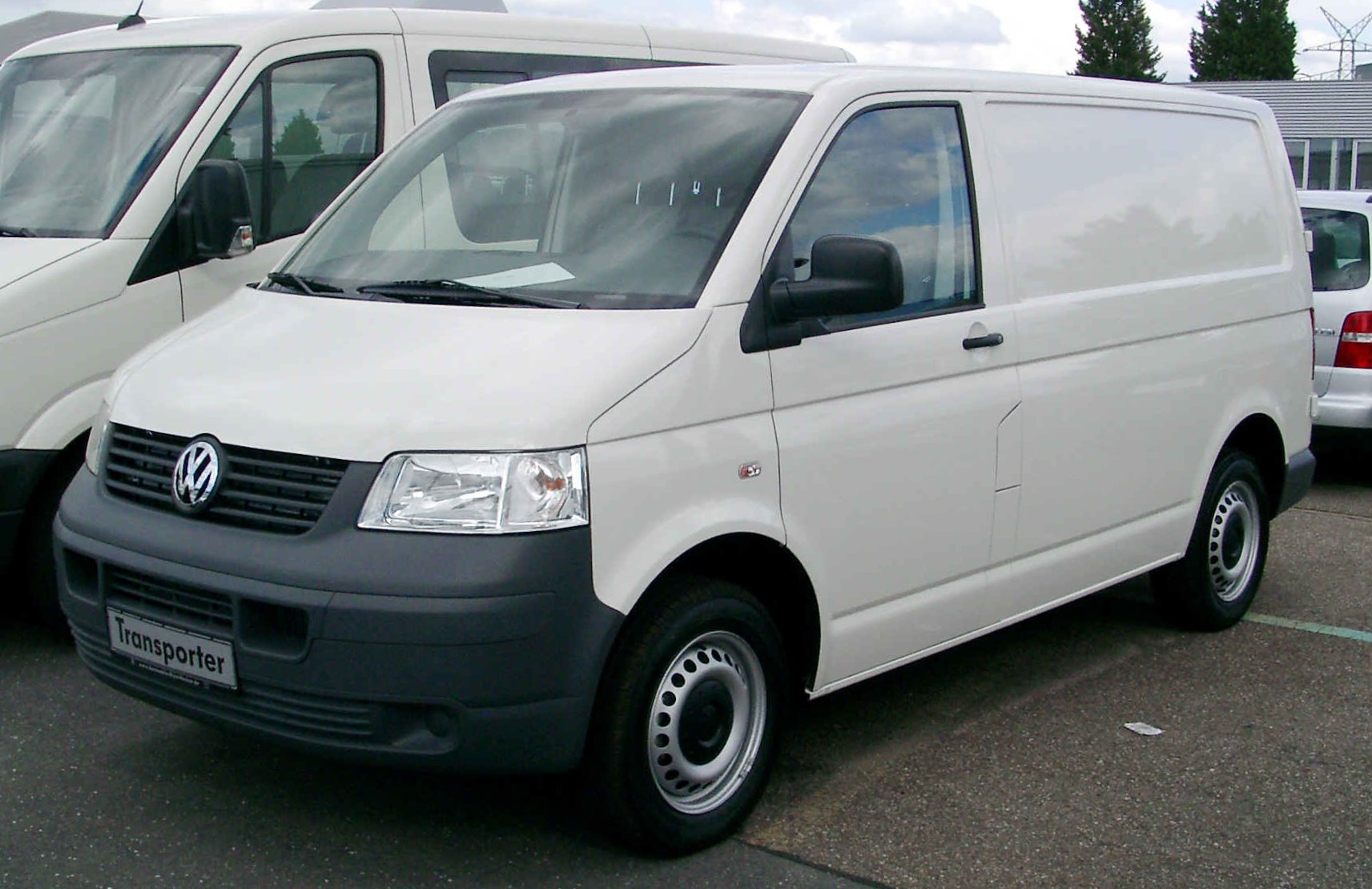
ترنسپورتر فولکس واگن (تی۵)

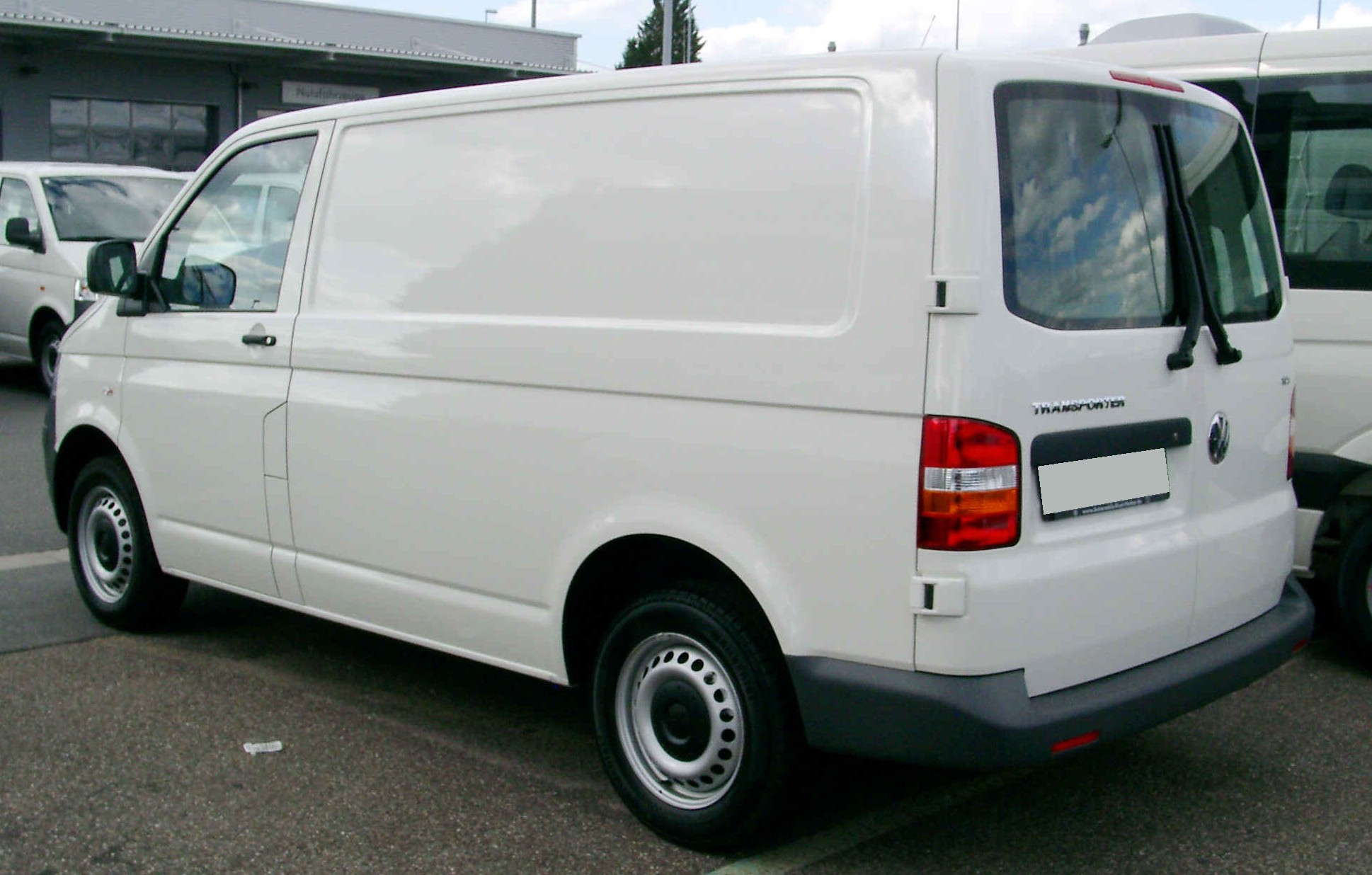
ترانسپورتر فولکس واگن (تی۵)

فولکس‌واگن ترنسپورتر (تی۵) گونه‌ای از پلت فرمتیT فولکس واگن است.

#### ۲۰۰۹–۲۰۱۵ (بعد از فیس‌لیفت)

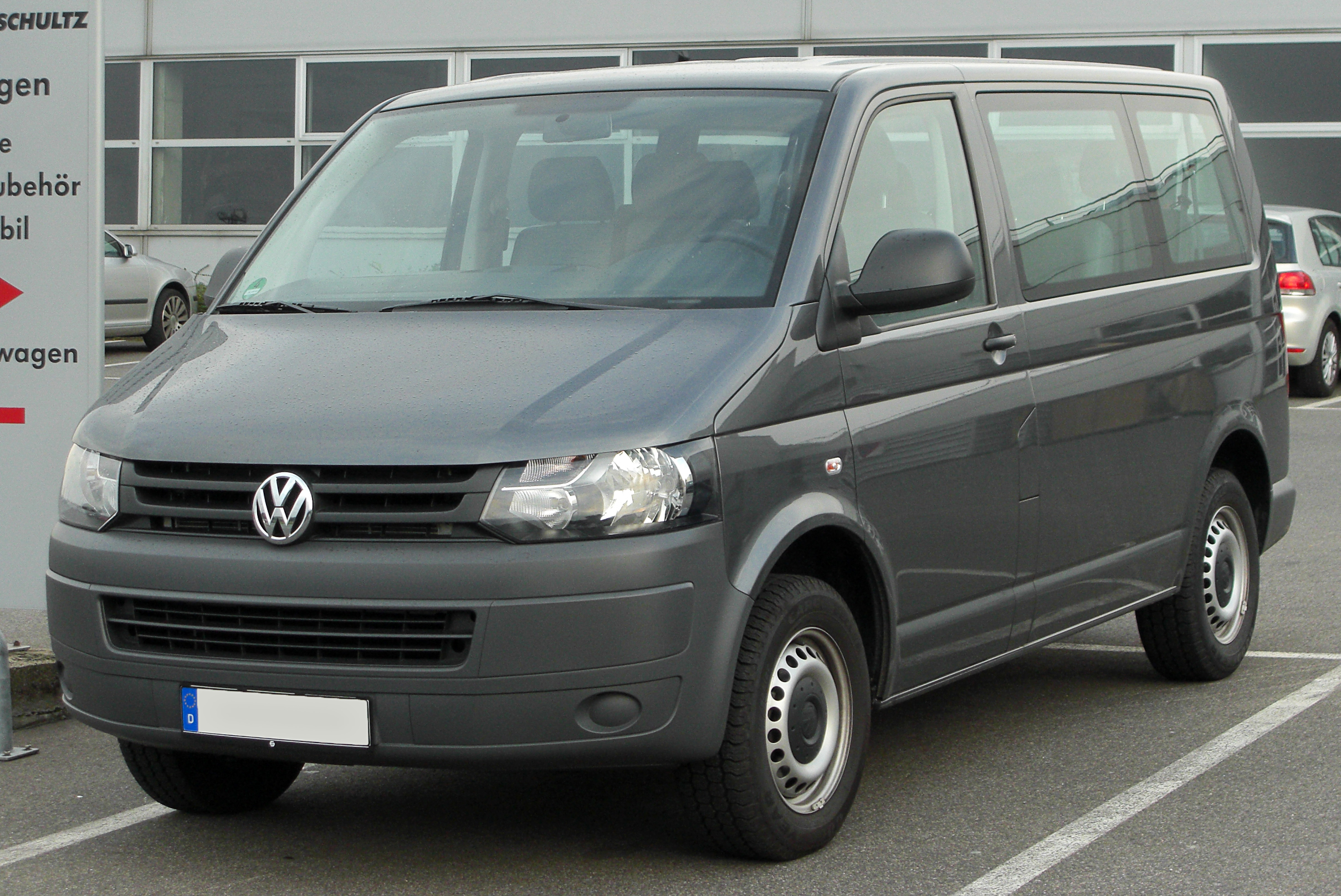
ترانسپورتر فولکس واگن (تی۵؛ فیس لیفت)

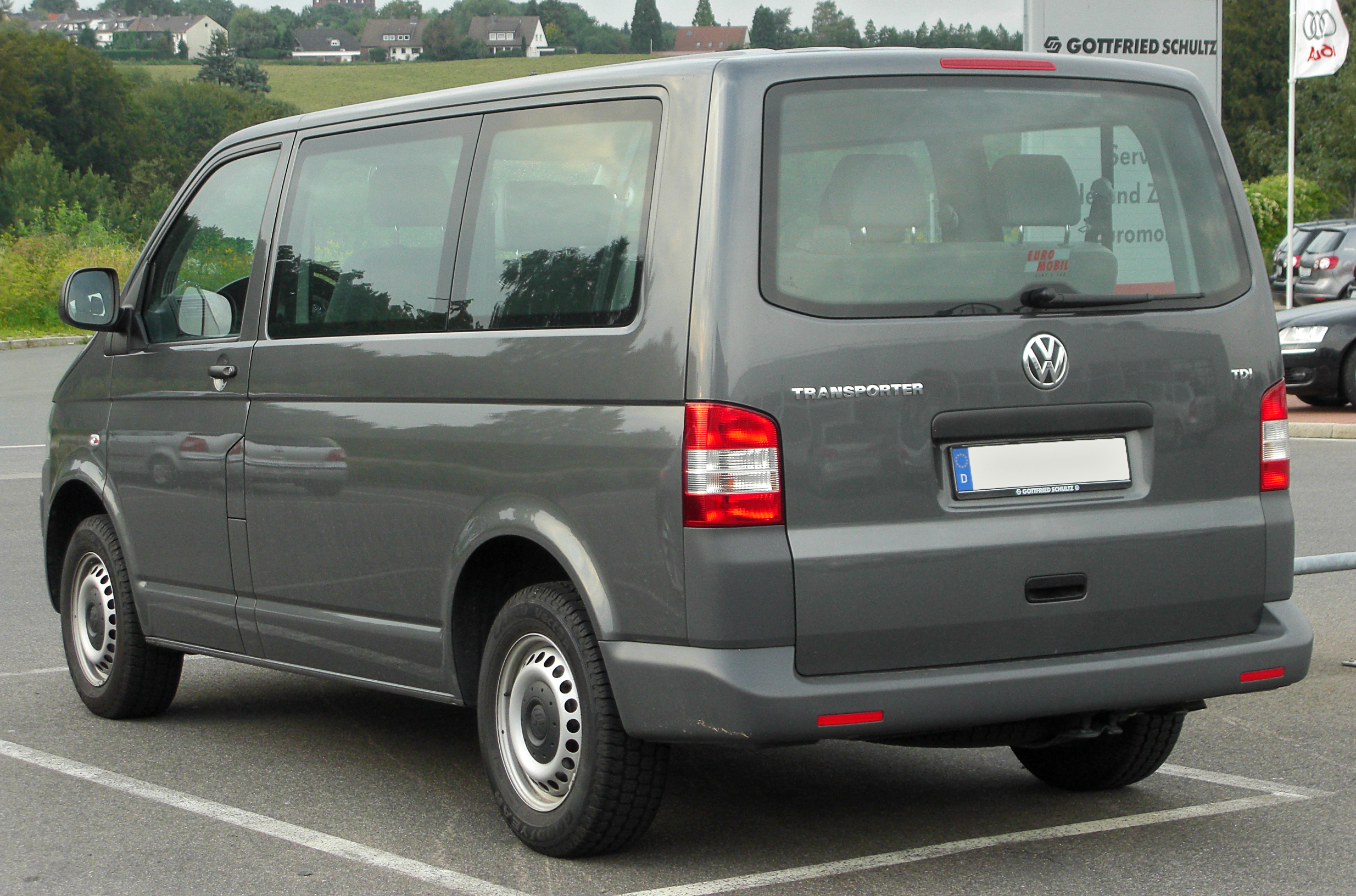
ترنسپورتر فولکس واگن (تی۵؛ فیس لیفت)

سری ترنسپورتر تی۵ در اواخر سال ۲۰۰۹ فیس‌لیفت شد. گزینه‌های پیشرانه به روز شده شامل اولین استفاده جهانی از گیربکس دوکلاچه در یک وسیله نقلیه تجاری سبک بود.

### تی۶ (۲۰۱۶)

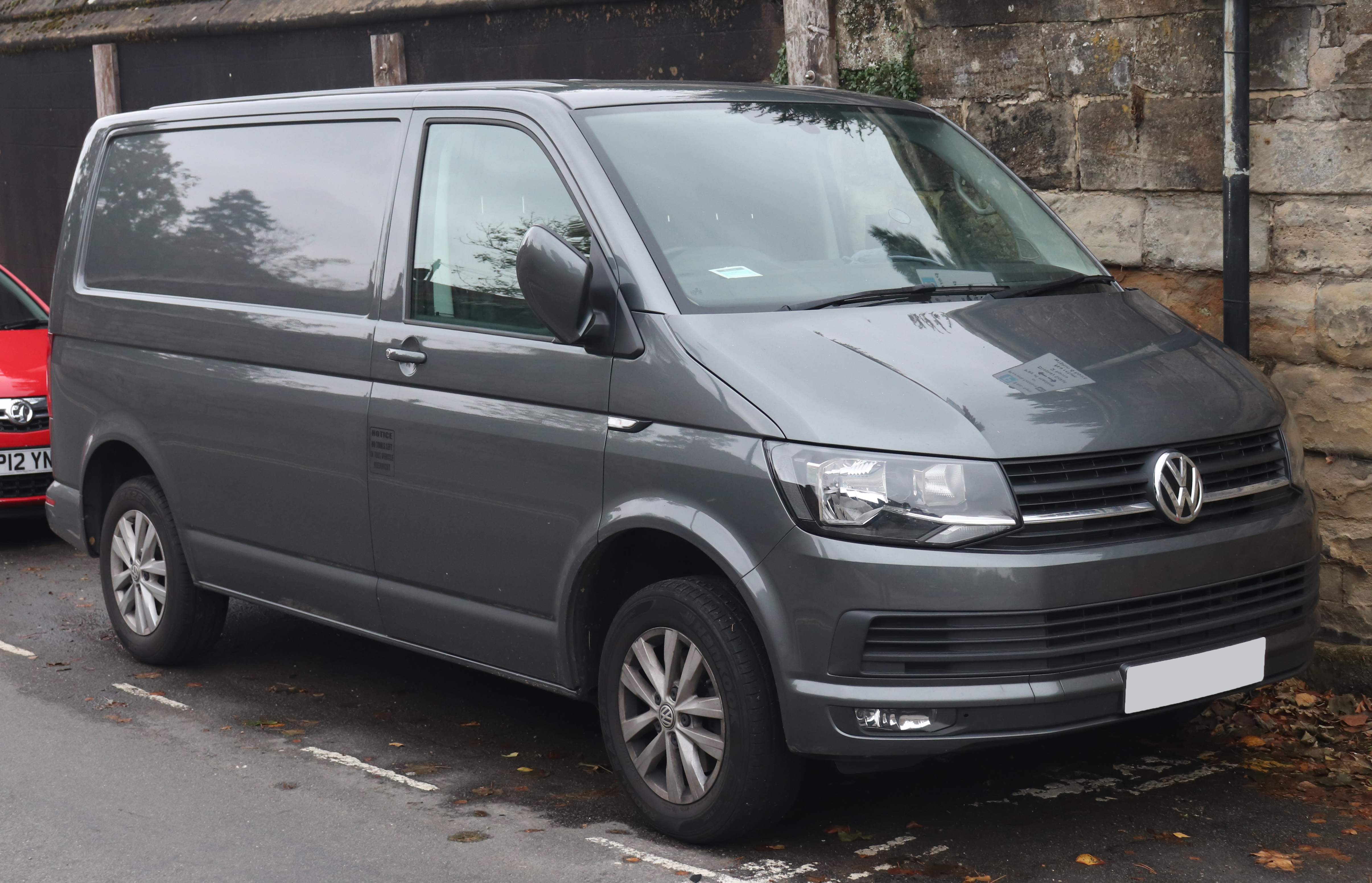
ترانسپورتر فولکس واگن (تی۶)

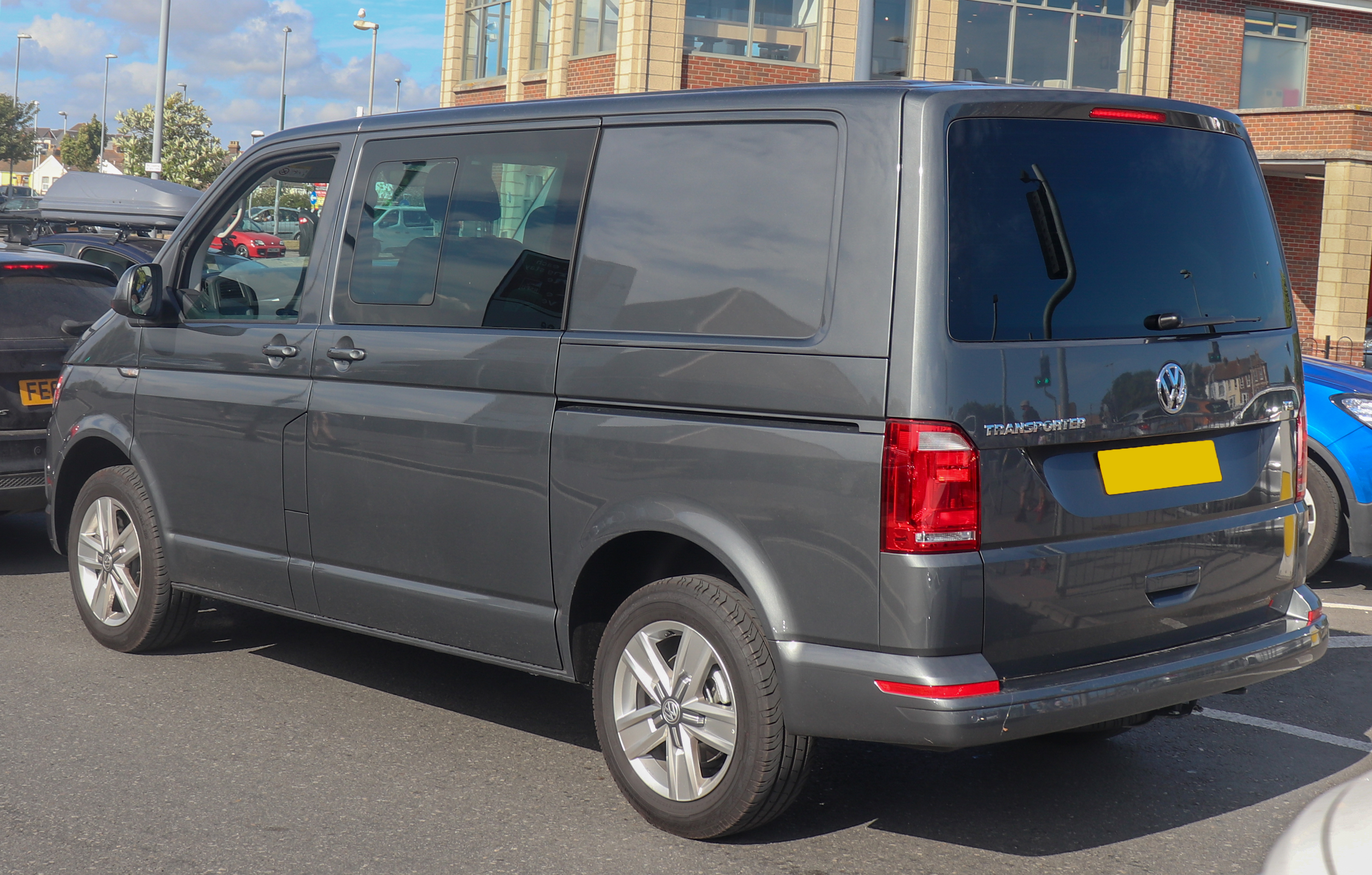
ترانسپورتر فولکس واگن (تی۶)

در سال ۲۰۱۶، فولکس واگن ترنسپورتر تی۶ را عرضه کرد که بر اساس تی۵ ساخته شده‌است.

### تی۷ (۲۰۲۲)
در ژوئن ۲۰۲۱، فولکس‌واگن از یک ون مسافربری جدید به عنوان مولتی‌ون تی۷ رونمایی کرد.

تی۷ از پلت‌فرم اختصاصی ون تی۶ به پلت فرم MQB مبتنی بر خودرو منتقل شد.

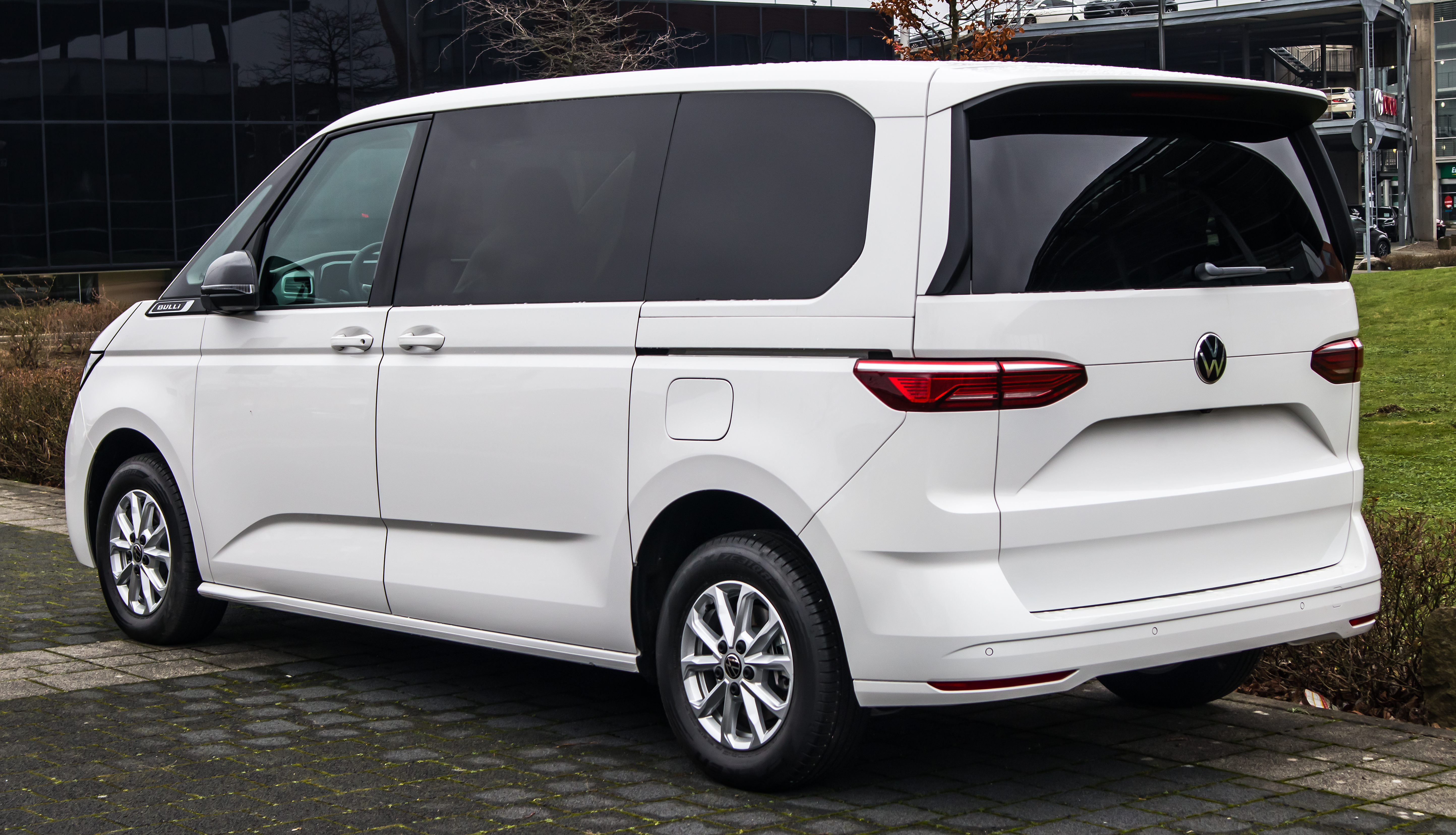
نمای عقب
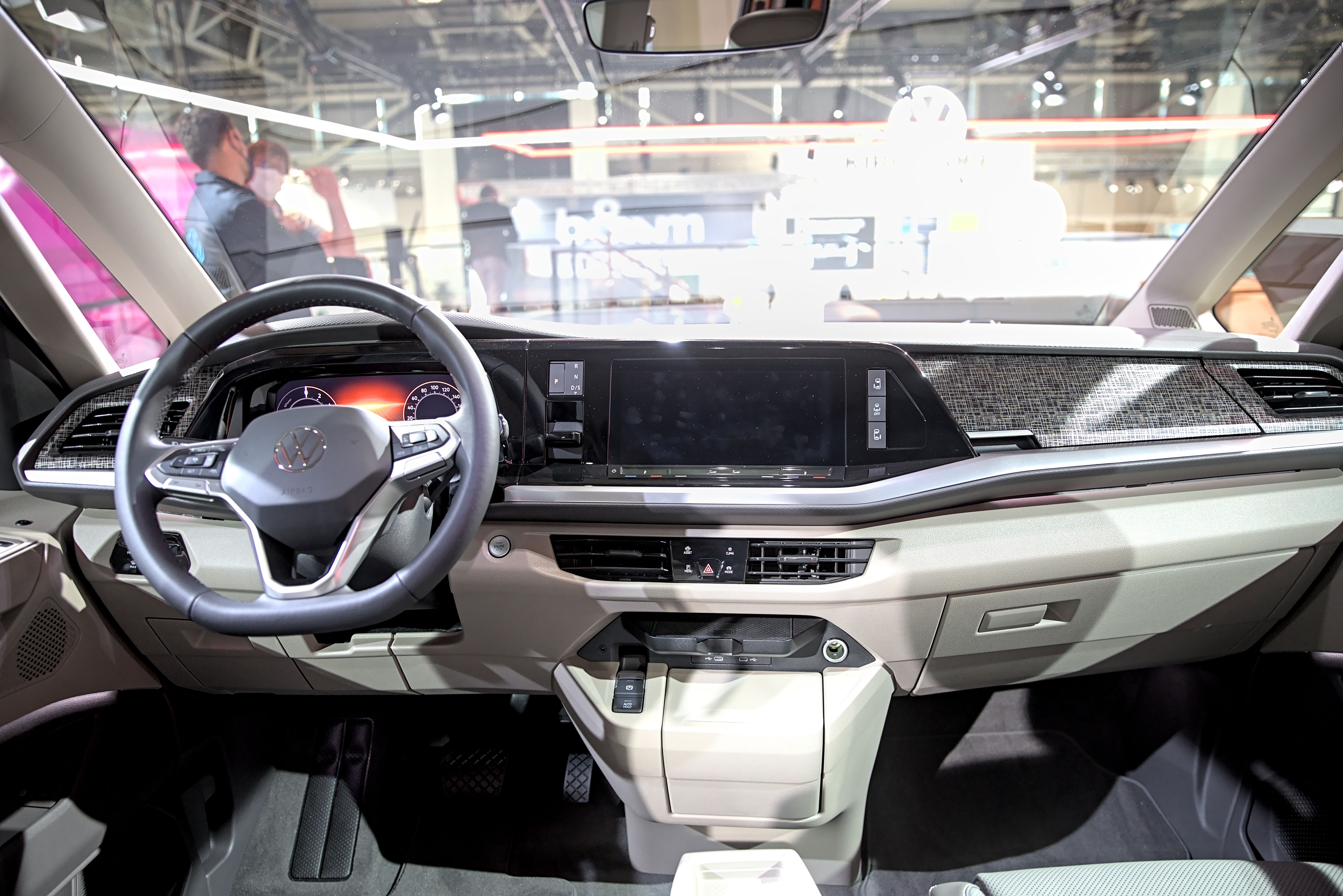
داخلی